# Casa Hacienda de Orbea
La Casa Hacienda de Orbea es la casa principal de lo que fue la antigua Hacienda de Orbea, ubicada en el distrito limeño de Pueblo Libre, en Perú. Fue declarada monumento nacional en 1959 mediante la resolución R.S.N° 577-59-ED.

## Historia

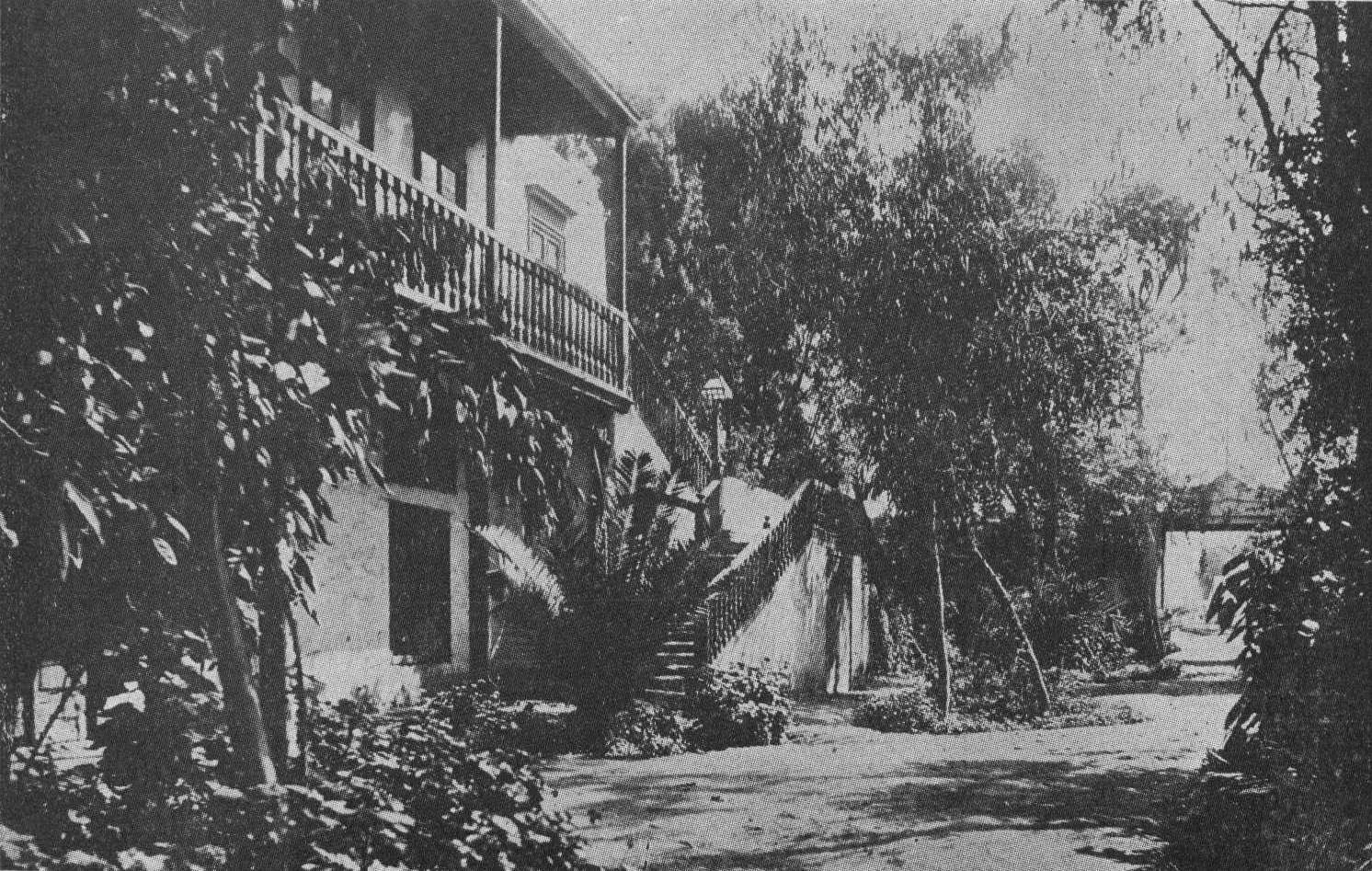
Interior de la casa a inicios de los años 1930.

Fue finalizada en 1763 y es un ejemplo de la arquitectura civil colonial del siglo XVIII. Toma su nombre de su primer propietario, Diego José de Orbea y Arandía, diputado peruano. Posteriormente, en 1774, fue adquirida en un remate de bienes por Agustín de Querejazu, pasando así la propiedad a manos de la familia De la Puente, siendo su propietario e inquilino principal el historiador José Agustín de la Puente Candamo y luego su hijo el historiador José de la Puente Brunke.

## Descripción
En su interior se observa una capilla de estilo barroco y ambientes con muebles y cuadros. Cuenta además con un huerto adornado con pilares zoomorfos.